# Vereniki Sauturaga
Pas d'image ? Cliquez ici

a Compétitions nationales et continentales officielles uniquement.

b Matchs officiels uniquement.
Dernière mise à jour le 6 septembre 2022.
Vereniki Sauturaga, né le 18 novembre 1982 à Suva (Fidji), est un joueur de rugby à XV, qui joue avec l'équipe des Fidji, évoluant au poste de talonneur (1,75 m pour 100 kg).

## Palmarès
Vereniki Sauturaga compte huit sélections avec l'équipe des Fidji entre sa première cape internationale le 16 juin 2007, à l'occasion d'un match contre l'équipe des Tonga et sa dernière le 28 novembre 2009 à Bucarest contre la Roumanie. Il dispute quatre  matchs en 2007, trois en 2008 et une en 2009.
Il dispute trois rencontres de coupe du monde en  2007, remplaçant contre le Canada, titulaire contre l'Australie et remplaçant contre le pays de Galles.